# Авелла (Пенсільванія)
Авелла (англ. Avella) — переписна місцевість (CDP) в США, в окрузі Вашингтон штату Пенсільванія. Населення — 782 особи (2020).

## Географія
Авелла розташована за координатами 40°16′25″ пн. ш. 80°28′2″ зх. д. / 40.27361° пн. ш. 80.46722° зх. д. (40.273657, -80.467216).  За даними Бюро перепису населення США в 2010 році переписна місцевість мала площу 2,33 км², уся площа — суходіл.

## Демографія
Згідно з переписом 2010 року, у переписній місцевості мешкали 804 особи в 314 домогосподарствах у складі 217 родин. Густота населення становила 344 особи/км².  Було 352 помешкання (151/км²).
Расовий склад населення:
| - 96,4 % — білих - 1,9 % — чорних або афроамериканців - 0,2 % — корінних американців - 0,1 % — азіатів |

До двох чи більше рас належало 1,2 %. Частка іспаномовних становила 1,0 % від усіх жителів.
За віковим діапазоном населення розподілялося таким чином: 24,6 % — особи молодші 18 років, 60,6 % — особи у віці 18—64 років, 14,8 % — особи у віці 65 років та старші. Медіана віку мешканця становила 39,4 року. На 100 осіб жіночої статі у переписній місцевості припадало 95,1 чоловіків;  на 100 жінок у віці від 18 років та старших — 95,5 чоловіків також старших 18 років.
Середній дохід на одне домашнє господарство  становив 73 830 доларів США (медіана — 63 333), а середній дохід на одну сім'ю — 81 833 долари (медіана — 79 375). Медіана доходів становила 48 897 доларів для чоловіків та 35 417 доларів для жінок. За межею бідності перебувало 10,7 % осіб, у тому числі 20,6 % дітей у віці до 18 років та 9,1 % осіб у віці 65 років та старших.
Цивільне працевлаштоване населення становило 471 особа. Основні галузі зайнятості: освіта, охорона здоров'я та соціальна допомога — 16,6 %, роздрібна торгівля — 14,2 %, виробництво — 13,0 %.